# 고양종합터미널 화재
고양종합터미널 화재 사고는 2014년 5월 26일 오전 9시 1분경 경기도 고양시 일산동구에 소재한 고양종합터미널에서 발생한 화재 사고이다.

## 개요
2014년 5월 26일 오전 9시 1분경 고양종합터미널의 창고에서 화재가 발생하였다. 이 사고로 6명이 사망하고 42명이 부상당했다. 소방당국은 이번 화재의 원인을 용접 작업 중 튄 불꽃이 건축자재 등에 옮겨붙으면서 발생한 것으로 보고 있다. 이 화재는 20여분만에 진화되었는데, 사상자는 주로 지하1층 공사 현장 화장실에서 발견되었다. 한때 사망자가 7명이라고 보도되었다가 6명으로 축소되었는데 이는 소방당국이 심폐소생술을 통해 1명의 생명을 되살렸기 때문인 것으로 알려졌다.
이후 부상자가 추가 확인되고 중상자가 사망하면서 5월 28일 기준 8명이 사망하고 58명이 부상당했다.

## 사고 원인
합동수사본부는 이번 화재가 '이 건물 지하 1층 푸드코트 공사현장에서 용접작업 중 튄 불꽃이 누출가스에 옮겨 붙어' 발생했을 가능성에 무게를 두고있다. 사고 당시 있었던 용접 기사는 "가스밸브를 잠그고 용접작업을 실시했으나 가스에 불이 옮겨 붙었다"고 진술 했다.
그러나 현장감식에서는 가스폭발 사고 때 발화지점에서 나타나는 '흰색 그을음'도 발견했다. 경기소방본부 관계자는 "수사를 더 해봐야 하겠지만 지금까지 드러난 증거로 보면 '용접불꽃과 가스폭발'이 이번 화재의 1차 원인으로 추정된다"고 밝혔다.
또한 지난 8일 시작된 인테리어 공사는 소방당국의 허가 없이 불법으로 진행되고 있었으며, 스프링클러 밸브도 잠겨있었으며, 대피 방송을 하지 않아 피해를 키웠다.

## 사고 여파와 이후
이 사고로 인해 터미널 근처에 위치한 수도권 전철 3호선 백석역도 연기가 유입되어 만일을 사태를 대비해 한때 무정차 통과하기도 했다. 또한 본래 터미널로 운행하던 모든 시외버스는 인근의 화정시외버스터미널로 이동하여 시·종착하고 있다. 이후 5월 29일부터 터미널 운영 재개와 함께 임시매표소 및 승차장과 하차장을 설치하여 운영하고 있다.
10월 14일부터 터미널 내부에 입점한 메가박스, 롯데아울렛 등과 함께 1층을 개방하여 임시로 운행 재개에 들어갔다.